# Provincia de L'Aquila
L'Aquila (en italiano Provincia dell'Aquila) es una provincia de la región de los Abruzos, en Italia. Su capital es la ciudad de L'Aquila.
Tiene un área de 5034 km², y una población total de 303.500 habitantes (2005). Hay 108 municipios en la provincia (fuente: ISTAT).

## Municipios
- Acciano
- Aielli
- Alfedena
- Anversa degli Abruzzi
- Ateleta
- Avezzano
- Balsorano
- Barete
- Barisciano
- Barrea
- Bisegna
- Bugnara
- Cagnano Amiterno
- Calascio
- Campo di Giove
- Campotosto
- Canistro
- Cansano
- Capestrano
- Capistrello
- Capitignano
- Caporciano
- Cappadocia
- Carapelle Calvisio
- Carsoli
- Castel del Monte
- Castel di Ieri
- Castel di Sangro
- Castellafiume
- Castelvecchio Calvisio
- Castelvecchio Subequo
- Celano
- Cerchio
- Civita d'Antino
- Civitella Alfedena
- Civitella Roveto
- Cocullo
- Collarmele
- Collelongo
- Collepietro
- Corfinio
- Fagnano Alto
- Fontecchio
- Fossa
- Gagliano Aterno
- Gioia dei Marsi
- Goriano Sicoli
- Introdacqua
- L'Aquila
- Lecce nei Marsi
- Luco dei Marsi
- Lucoli
- Magliano de' Marsi
- Massa d'Albe
- Molina Aterno
- Montereale
- Morino
- Navelli
- Ocre
- Ofena
- Opi
- Oricola
- Ortona dei Marsi
- Ortucchio
- Ovindoli
- Pacentro
- Pereto
- Pescasseroli
- Pescina
- Pescocostanzo
- Pettorano sul Gizio
- Pizzoli
- Poggio Picenze
- Prata d'Ansidonia
- Pratola Peligna
- Prezza
- Raiano
- Rivisondoli
- Rocca Pia
- Rocca di Botte
- Rocca di Cambio
- Rocca di Mezzo
- Roccacasale
- Roccaraso
- San Benedetto dei Marsi
- San Benedetto in Perillis
- San Demetrio ne' Vestini
- San Pio delle Camere
- Sante Marie
- Sant'Eusanio Forconese
- Santo Stefano di Sessanio
- San Vincenzo Valle Roveto
- Scanno
- Scontrone
- Scoppito
- Scurcola Marsicana
- Secinaro
- Sulmona
- Tagliacozzo
- Tione degli Abruzzi
- Tornimparte
- Trasacco
- Villalago
- Villa Santa Lucia degli Abruzzi
- Villa Sant'Angelo
- Villavallelonga
- Villetta Barrea
- Vittorito